# Örebro Bil- och Flygklubb

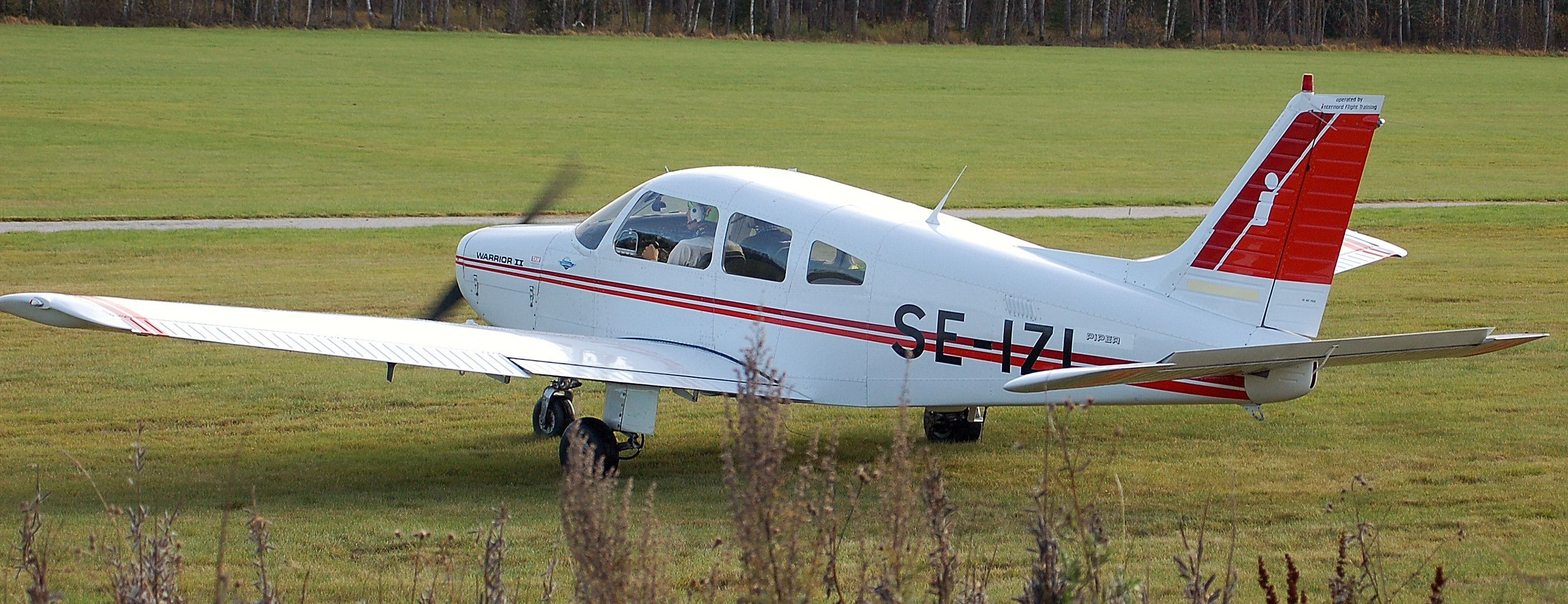
Piper PA-28 Cherokee, tillhörande Örebro flygklubb

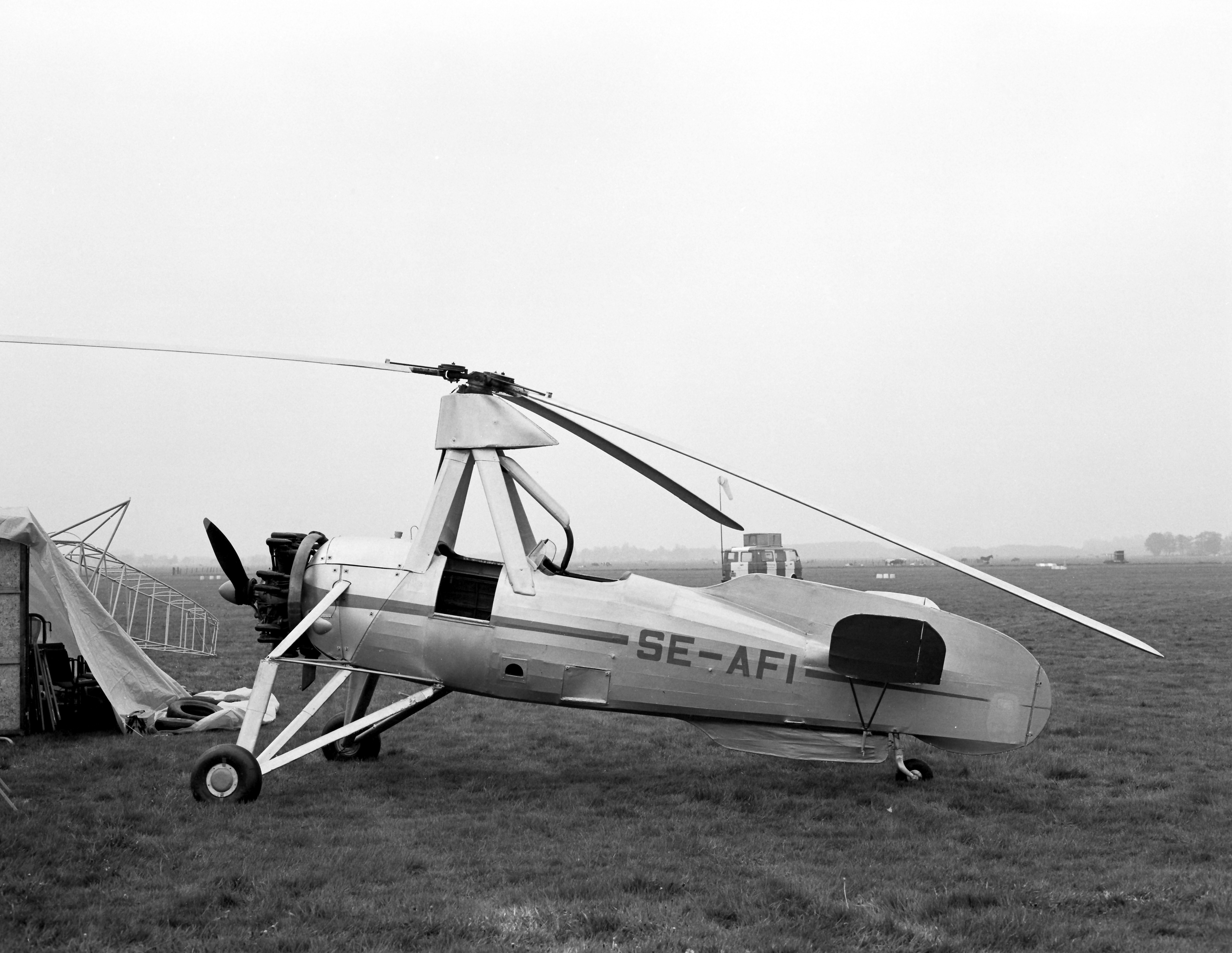
SE-AFI från Aviodrome, fotograferad i Hilversum i Nederländerna 1984

Örebro Bil- och Flygklubb var en förening i Örebro, som bildades 1924 som "Örebro Läns Automobilklubb". Den lever idag vidare i Örebro flygklubb och Örebro Segelflygklubb. Klubben tog också upp flygverksamhet, som bedrevs på det flygfält på Karlslunds herrgård som bröderna Theodor och Henrik Dieden iordningställt redan 1919. Namnet ändrades till "Örebro Läns Automobil- och Flygklubb". 
Så småningom flyttades verksamheten till Gustavsviksfältet, där verksamheten bedrevs från 1936 till 1982, för att då flyttas till den nyanlagda Örebro flygplats. Omkring 1936 ändrades namnet till "Örebro Bil- och Flygklubb". Vid denna tid började klubben flyga segelflygplan av typ Grunau Baby, LH-22 Baby Falken, DFS Olympia Meise och DFS Weihe. Segelflyget skiljdes 1975 ut i Örebro Segelflygklubb,

## Autogiror
Örebro bil- och flygklubb var under 1950-talet känd för att vara centrum för flygning med autogiro i Sverige. Rolf von Bahr hade under 1930- och 1940-talen flugit med en autogiroflotta, först i bröderna Theodor och Henrik Diedens AB Autogiro Agenturen i Örebro och senare  egen regi på Bromma flygfält i Stockholm, från 1945 under namnet AB Helikopterflyg. Efter andra världskriget övergick von Bahr till helikopter och sålde 1949 sina då kvarvarande två flygvärdiga autogiror samt en reservdelsmaskin till flygklubben. Dessa stationerades på Gustavsviksfältet. Klubben sålde 1950 en av de två flygvärdiga maskinerna till en privatperson i Gällivare. En av luftfarkosterna, SE-AFI, havererade  1951 och såldes senare och finns idag på Aviodrome i Lelystad i Nederländerna. Den avsedda reservdelsmaskinen, SE-AZB, rustades upp 1952 och flögs av klubben till 1960, då den såldes tillbaka till Rolf van Bahr. Denna autogiro finns idag på Royal Air Force Museum London på Hendon Aerodrome i London i Storbritannien.